# Ahuatempa, Huejutla de Reyes
Ahuatempa är en ort i Mexiko.   Den ligger i kommunen Huejutla de Reyes och delstaten Hidalgo, i den sydöstra delen av landet, 200 km norr om huvudstaden Mexico City. Ahuatempa ligger 164 meter över havet och antalet invånare är 907.
Terrängen runt Ahuatempa är kuperad åt sydväst, men åt nordost är den platt. Runt Ahuatempa är det ganska tätbefolkat, med 199 invånare per kvadratkilometer. Närmaste större samhälle är Huejutla de Reyes, 5,9 km nordväst om Ahuatempa. Omgivningarna runt Ahuatempa är en mosaik av jordbruksmark och naturlig växtlighet.